# Astia colemani
Astia colemani là một loài nhện trong họ Salticidae.
Loài này thuộc chi Astia. Astia colemani được Fred R. Wanless miêu tả năm 1988.